# Giovanni I (vescovo di Crotone)
Giovanni I, spesso menzionato anche col nome latinizzato Johannes Grecus (Crotone, XII secolo – Crotone, dopo il 1223), è stato un vescovo cattolico italiano.

## Biografia
Poco si conosce della sua vita; le poche informazioni che si hanno a suo riguardo lo vedono aver completato gli studi in una materia non ben precisata e che, prima di intraprendere la carriera ecclesiastica, avesse forse prestato servizio come cancelliere alla corte del re di Sicilia Federico II.
Ordinato vescovo di Crotone prima del 1216, fu molto apprezzato per la padronanza del greco e del latino, tanto che il 9 aprile 1217 papa Onorio III concesse al prelato la possibilità di celebrare i sacramenti sia in rito greco sia in rito latino, essendo presenti nella diocesi fedeli appartenenti ad entrambi i riti.
È altresì ricordato per aver condotto con successo le trattative con il despota d'Epiro Teodoro Comneno per il rilascio del cardinale legato Giovanni Colonna, rapito insieme a Pietro II di Courtenay in seguito al fallito attacco a Durazzo.
Più volte giudice delegato del papa, nel 1221 divenne visitatore dei monasteri basiliani sostituendo l'arcivescovo di Cosenza Luca Campano, precedentemente nominato da papa Onorio III; nello stesso anno rinunciò anche alla cattedra vescovile e si ritirò in un monastero (o un eremo).
Giovanni I morì in data imprecisata, forse dopo il 1223.